# Округ Хемптон (Јужна Каролина)
Округ Хемптон (енгл. Hampton County) је округ у америчкој савезној држави Јужна Каролина. По попису из 2010. године број становника је 21.090.

## Демографија
Према попису становништва из 2010. у округу је живело 21.090 становника, што је 296 (1,4%) становника мање него 2000. године.
| Група             | 2000.          | 2010.          |
| Белци             | 8.831 (41,3%)  | 8.699 (41,2%)  |
| Афроамериканци    | 11.906 (55,7%) | 11.359 (53,9%) |
| Азијати           | 36 (0,2%)      | 113 (0,5%)     |
| Хиспаноамериканци | 547 (2,6%)     | 744 (3,5%)     |
| Укупно            | 21.386         | 21.090         |